# Tuvalu
Tuvalu er en østat i Polynesien i Stillehavet. Landet har 10.094 indbyggere, og er dermed den selvstændige stat i verden med tredje færrest indbyggere, efter Vatikanstaten og Nauru. Tuvalu består af ni beboede atoller spredt over et havområde på omkring 1,3 millioner km². Med et landareal på bare 26 km² er det verdens fjerde mindste uafhængige stat. De nærmeste øgrupper er Kiribati, Nauru, Samoa og Fiji.
De første indbyggere på Tuvalu var polynesiske folk. Den spanske opdagelsesrejsende Álvaro de Mendaña blev i 1568 den første europæer som fik øje på landet. I 1819 fik det navnet Elliceøerne. Det kom under britisk indflydelse i slutningen af 1800-tallet, og fra 1892 til 1976 udgjorde det en del af det britiske protektorat og koloni Gilbert- og Elliceøerne, sammen med en del af det nuværende Kiribati. Tuvalu blev selvstændig 1. oktober 1978.
Tuvalu er et konstitutionelt monarki med den britiske monark, for tiden kong Charles 3., som formelt statsoverhoved. Denne repræsenteres i landet af en tuvaluansk generalguvernør. Landet er et parlamentarisk demokrati, med en premierminister som regeringschef. Statsadministrationen holder til i landsbyen Vaiaku på holmen Fongafale, som udgør en del af atollen Funafuti. Som tidligere koloni er Tuvalu medlem af Commonwealth of Nations. I 2000 blev landet medlem af FN.
Atollerne er meget lave, med det højeste punkt på under 5 meter over havet, og er dermed truet af en eventuel fremtidig stigning i havniveauet, noget som kan føre til at befolkningen bliver tvunget til at evakuere landet indenfor få årtier. Landet har få naturressourcer, og er afhængig af udenlandsk bistand. En af Tuvalus største indtægter er websiden .tv, der især bruges til fjernsynsrelaterede hjemmesider.

## Navnet
Navnet Tuvalu betyder "Otte som står sammen" på tuvaluansk. Det kommer af de otte atoller som oprindelig var beboede. Navnet kan således virke misvisende i dag, eftersom den niende atol, Niulakita, har været beboet siden 1949.
Atollen Funafuti fik navnet Elliceøen i 1819, til ære for den britiske politiker Edward Ellice. Elliceøerne blev senere navnet på alle de ni atoller, efter et arbejde af den engelske hydrograf A. G. Findlay. Øgruppen var fra 1892 en del af det britiske protektorat og koloni Gilbert- og Elliceøerne. Kolonien blev opløst i 1976, og to år senere tog Elliceøerne navnet Tuvalu tilbage.

## Naturgeografi
Tuvalu består af ni atoller i Polynesien i den sydvestlige del af Stillehavet, cirka midtvejs mellem Australien og Hawaii. Tre af dem er koraløer, mens de seks øvrige er virkelige atoller som hver udgøres af flere mindre holme. Alle de seks virkelige atoller har åbne laguner i midten, mens to af øerne har landlåste laguner. Hele nationen befinder sig vest for datolinjen. 180°-meridianen skærer gennem de østlige dele af landet. De nærmeste nabostater er Salomonøerne i vest, Tokelau (som tilhører New Zealand) og Kiribati i nord, og Fiji i syd.
Tuvalu har et samlet landareal på 26 km², og er dermed verdens fjerde mindste selvstændige land (efter Vatikanstaten, Monaco og Nauru). Atollerne er spredt over et havområde på omkring 1,3 millioner km². Afstanden mellem atollerne Nanumea i nordvest og Niulakita i sydøst er på 676 km. Atollerne er meget lave; Tuvalus højeste punkt, som befinder sig på Niulakita, er på cirka 4,5 meter over havet. Kun nogle af atollerne har passager mellem koralrevet, og der er få naturlige havne.
Landområderne er fattige fra naturens side, og jorden er ujævn og kan dårligt bruges til landbrug. Der er ingen floder, og grundvandet er ikke drikbart. Det meste af drikkevandsbehovet dækkes af opsamlet regnvand som destilleres.

### Flora og fauna
Tuvalus vegetation består hovedsagelig af kokospalmer og skruepalmer. En tredjedel af landarealet er dækket af skov. Det eneste landlevende pattedyr som forekommer naturligt på Tuvalu er den polynesiske rotte, mens der lever pukkelhvaler og delfiner i havområderne. Landet har flere krybdyrarter, deriblandt gekkoer, skinker, havskildpadder og flere arter giftige havslanger. Der er observeret 40 fuglearter i landet, hvoraf ni havfugle og fire landfugle yngler på øerne. Derudover kommer enkelte vadefugle på træk. De mest almindelige landfugle er stillehavskejserdue og langhalet koel, mens rødfodet sule, hvidhalet tropikfugl, terner og noddyer er blandt de mest almindelige havfugle.

### Klima
Tuvalus klima er fugtigt og ækvatorialt. Middeltemperaturen på Funafuti ligger på 28,9 °C i januar og 27,2 °C i juli, og middelnedbørsmængden er 4000 mm om året. Vejret fra november til marts præges af vestlig kuling og kraftig regn. Den mest regnfulde måned er januar, med 400–500 mm nedbør. Resten af året modereres klimaet af østlige vinde, med juli–august som de tørreste måneder. Alvorlige tropiske storme er sjældne på Tuvalu, men landet blev ramt af tre cykloner i 1997.

### Miljøproblemer
På grund af sit lave og flade landskab er Tuvalu meget udsat for den fremtidige stigning af havniveauet som forårsages af de globale klimaændringer. Problemet gør sig specielt gældende under "king tide", et ekstremt højvande som forekommer hver sensommer, og forstærkes yderligere af fænomenet La Niña. Den stadig højere vandstand fører til at bølgerne slår længere indover på land end tidligere og forårsager oversvømmelser som truer både afgrøderne, bygningerne og infrastrukturen på øerne. Beregninger antyder at landet kan blive ubeboeligt allerede i 2060. En australsk forskningsrapport fra 2011 konkluderer med at vandstanden ved Tuvalu har steget med 5 mm hvert år siden 1993.
Den stigende havtemperatur, sammen med en stigende mængde kuldioxid i havet, har også skadet koralrevet i Tuvalu. Befolkningsvæksten i landet truer fiskebestanden i området, og har også ført til stigende forurening. Funafutis østlige kystlinje blev modificeret under opførelsen af Funafuti Lufthavn i 1940'erne, og der arbejdes stadig med at stabilisere den.

## Demografi
Tuvalus indbyggertal blev beregnet til 10.619 i 2012, noget som gør det til det selvstændige land med tredje færrest indbyggere i verden (efter Vatikanstaten og Nauru). Efter en periode med stærk befolkningsvækst blev vækstraten i 2012 beregnet til 0,725 %. Landet har høj befolkningstæthed, med omkring 400 indbyggere pr. km². Tættest er den på hovedatollen Funafuti, med over 1000 indbyggere pr. km². Dette skyldes særligt at landets administration holder til i landsbyen Vaiaku på Funafuti, hvilket fører til at mange unge flytter til atollen for at gå på skole og for at finde arbejde. Gennemsnitlig levealder lå i 2012 på 67 år for kvinder og 63 år for mænd. Befolkningen består af 96 % polynesiere og 4 % mikronesere.

### Landsbyer
Der er ingen byer på Tuvalu, kun landsbyer. Nogle af dem er vokset sammen og udgør større befolkningsområder, blandt andet de fire landsbyer Fakaifou, Alapi, Senala og Vaiaku på holmen Fongafale på atollen Funafuti. Landets største landsbyer pr. 2002 er de følgende:
| Landsby  | Atol     | Befolkning (2002) |
| -------- | -------- | ----------------- |
| Alapi    | Funafuti | 1024              |
| Fakaifou | Funafuti | 1007              |
| Senala   | Funafuti | 589               |
| Teone    | Funafuti | 540               |
| Vaiaku   | Funafuti | 516               |
| Motufoua | Vaitupu  | 506               |
| Teava    | Niutao   | 439               |
| Lofeagai | Funafuti | 399               |

### Religion
98,4 % af befolkningen er medlemmer af Den tuvaluanske kirke, et kongregationalistisk protestantisk kirkesamfund. Der findes også enkelte minoriteter af andre trossamfund. Kristendommen blev enerådende i landet i slutningen af 1800-tallet og begyndelsen af 1900-tallet, da der blev drevet intenst missionsarbejde. Den er imidlertid blevet blandet med nogle elementer fra den traditionelle religion, som oprindelig stammer fra Samoa. Et af de traditionelle elementer som har overlevet er matematega eller kaumana, som går ud på at læse i skyerne for at finde fiskestimer eller forudsige naturkatastrofer som storme, høje bølger og oversvømmelser.

### Sprog
Tuvaluansk, et polynesisk sprog som er nært beslægtet med samoansk og tongansk, er officielt sprog på Tuvalu og tales af næsten alle indbyggerne. Engelsk er også officielt sprog i landet. Kiribatisk tales af en del af indbyggerne på atollen Nui.

## Historie

### Tidlig historie
Det antages at de første mennesker bosatte sig på øerne for 2–3000 år siden. Disse kom hovedsagelig fra Samoa, eventuelt via Tokelau, mens nogle også kom fra Tonga og Uvea. Alle nybyggerne var polynesiere, med undtagelse af enkelte som slog sig ned på Nui, som var efterkommere af mikronesere fra Kiribati. I tiden før tuvaluanerne havde kontakt med europæere, tog de ofte til de nærmeste øer, deriblandt Samoa og Tonga, ved hjælp af kano.

### Europæisk opdagelse, missionering og kolonisering
Tuvalu blev først opdaget af europæerne i 1568, under spanske Álvaro de Mendañas første ekspedition til Stillehavet. 16. januar fandt han atollen Nui, som han kaldte Isla de Jesús, men var ude af stand til at komme i land. På sin anden ekspedition opdagede han atollen Niulakita i 1595 og gav den navnet La Solitaria, men heller ikke denne gang gik han i land. Næste europæer, Francisco Antonio Mourelle, kom ikke der til før sent på 1700-tallet, da han observerede en ø som senere har vist sig at have været atollen Nanumanga.
Arent Schuyler de Peyster, kaptajn på det britiske skib "Rebecca", sejlede gennem det sydlige Tuvalu i 1819. Han registrerede både Nukufetau og Funafuti, som han gav navnet Ellice Islands efter den engelske politiker og handelsmand Edward Ellice, som var ejer af skibets last. Tidligt på 1800-tallet sejlede en række hvalfangere og handelsmænd gennem Tuvalu, men de etablerede ingen bosætninger der. Peruanske slavehandlere, såkaldte "blackbirders", finkæmmede Stillehavet fra 1862 til 1864, og Tuvalu var en af de hårdest ramte øgrupper med over 400 tilfangetagne mennesker på Funafuti og Nukulaelae, hvoraf ingen vendte hjem igen.
I 1861 drev nogle medlemmer af det protestantiske London Missionary Society i land på Nukulaelae i kano fra Cookøerne, og fire år senere blev der oversendt en række missionærer fra Samoa som begyndte evangeliseringen af Tuvalu. I 1920'erne var hele befolkningen konverteret til kristendommen. Europæiske handelsfolk boede også på øerne fra sent på 1800-tallet, i håb om at livnære sig af lokale ressourcer. Europæerne havde nye sygdomme med sig som forårsagede mange dødsfald på Tuvalu. Befolkningen skal være faldet fra 20.000 i 1850 til bare 3.000 i 1875.
Øerne kom under britisk styre i 1877, og i 1892 blev de en del af det britiske protektorat Gilbert- og Elliceøerne, hvor Elliceøerne var navnet på Tuvalu. Protektoratet blev en koloni fra og med 10. november 1915. Under 2. verdenskrig invaderede japanerne Gilbertøerne, men amerikanerne ankom før dem til Elliceøerne, i oktober 1942, og de byggede en flyplads og en række bunkere med antiluftskyts på Funafuti, og senere også på Nukufetau og Nanumea. Alle de tre baser blev bombet af japanerne, men med minimale skader.

### Selvstændighed
Briterne begyndte at forberede kolonien på selvstændighed ved at give den selvstyre i 1974. Indbyggerne på Elliceøerne, som hovedsageligt var polynesiere, brød sig imidlertid ikke om tanken på at magten skulle overføres fra briterne til de mikronesiske indbyggere på Gilbertøerne. Storbritannien bestemte derfor at der skulle afholdes en folkeafstemning på Elliceøerne. Hele 92 % (3799 personer) stemte for separation fra Gilbertøerne. Påfølgende år blev Elliceøerne en separat britisk koloni med navnet Tuvalu, mens Gilbertøerne blev en del af Kiribati. Tuvalu fik sin uafhængighed 1. oktober 1978, og blev et selvstændigt monarki indenfor Commonwealth of Nations.
Tuvalu var længe et af de mest stabile demokratier i regionen, med et selvstændigt retsvæsen og sund økonomi. I 1992 krævede landet erstatning fra Storbritannien på grund af den dårlige forfatning det skal have været i da kolonistyret sluttede. Det at briterne lod USA bygge en base på Funafuti under 2. verdenskrig, noget som har gjort næsten halvdelen af atollen ubeboelig, var et af ankepunkterne. Storbritannien afviste kravet, og de tuvaluanske myndigheder svarede ved at indføre et nyt nationalflag uden Union Jack i 1995. Det gamle flag blev imidlertid genindført to år senere. Der blev også fremlagt et forslag om at forlade Commonwealth of Nations, men dette blev afvist af nationalforsamlingen.

### Klimaændringer og stigning i havniveau
Siden 1990'erne har det stået klart at Tuvalu er meget truet af konsekvenserne af de globale klimaændringer, som blandt andet fører til højere havniveau. Tuvaluanske myndigheder mener også at drivhuseffekten fører til en stigning i antal tropiske cykloner og storme. Hvis ikke udviklingen ændrer sig, kan de lave atoller som udgør Tuvalu blive ubeboelige i løbet af det indeværende århundred, og indbyggerne vil kunne blive tvunget til at evakuere landet.
Tuvalu henstillede gentagne gange i 1990'erne industrilande til at indføre strakstiltag mod klimaændringerne, og har særligt protesteret mod USA's afvisning af Kyoto-aftalen. I 2000 meldte Tuvalu sig ind i FN i yderligere et forsøg på at sætte fokus på problemet. For at gå foran med et godt eksempel har de tuvaluanske myndigheder sat sig som mål at 100 % af landets energiforbrug skal komme fra vedvarende energi inden 2020. De har bedt New Zealand og Australien om at tage imod tuvaluanere når de en gang bliver nødt til at evakuere landet, men kun New Zealand er gået med til at tage imod en årlig kvote på 75 personer, og kun gennem et arbejdsprogram.

## Politik og administration
Tuvalus grundlov af 1. oktober 1978 blev ændret 1. oktober 1986. Grundloven definerer Tuvalu som en suveræn, demokratisk stat hvor Storbritanniens dronning efter folkets ønske har accepteret at være Tuvalus monark og statsoverhoved. Landet deler statsoverhoved med 15 andre riger i Commonwealth of Nations. Dronningen tituleres Elizabeth den anden, af Guds nåde dronning af Tuvalu og hendes andre riger og territorier, statssamfundets overhoved. Tuvalu havde folkeafstemning om statsformen i 2008, hvor der blev flertal mod at indføre republik. Nuværende statsoverhoved er dronning Elizabeth 2..
Dronningen er repræsenteret i Tuvalu af en generalguvernør, som skal være tuvaluansk statsborger og bliver nomineret af premierministeren og udpeget af monarken. Nuværende generalguvernør er Iakoba Italeli.
Tuvalu er et konstitutionelt monarki, hvor magten ligger hos parlamentet og regeringen. Landets udøvende magt er premierministeren og regeringen. Premierministeren er regeringschef og vælges af og blandt medlemmerne af parlamentet efter hvert parlamentsvalg. Kausea Natano har været premierminister siden september 2019. Regeringen består af premierministeren og flere ministre.
Parlamentet, Fale I Fono, har 15 medlemmer og vælges hvert fjerde år. Der er ingen politiske partier på Tuvalu, men der dannes almindeligvis uformelle grupperinger på grundlag af geografisk tilhørighed og forskellige politiske spørgsmål, særligt i forhold til om Tuvalu stadig skal være tilknyttet Storbritannien. På et lokalt plan indehaves også uformel autoritet af enkelte ældre og respekterede med traditionelle høvdingeroller.
Statsadministrationen holder til i landsbyen Vaiaku på holmen Fongafale, som udgør en del af atollen Funafuti. Det varierer hvilken af disse tre enheder som opgives som landets hovedstad.

### Valg
Det sidste parlamentsvalg blev afholdt 16. september 2010, hvor 10 af de 15 siddende medlemmer blev genvalgt. 29. september blev Maatia Toafa, som havde været premierminister fra 2004 til 2006, på ny valgt til premierminister med 8 mod 7 stemmer. 21. december samme år blev regeringen imidlertid fældet af et mistillidsvotum, efter at indenrigsministeren og to andre parlamentsmedlemmer gik over til at støtte oppositionen. Dette skete angiveligt på grund af utilfredshed med regeringens budget, særligt planerne om at stoppe med at dække de medicinske omkostninger til patienter som må få behandling i udlandet. Willy Telavi fra Nanumea blev valgt til ny premierminister, og han og regeringen blev taget i ed tre dage senere.

### Administrativ inddeling
De ni atoller udgør landets næstøverste administrationsniveau, og har i henhold til den såkaldte Falekaupule-lov af 1997 en vis grad af selvstyre. Hver af dem har valgte råd på seks medlemmer, samt nogle ex officio-medlemmer.
Atoller som består af flere holme:
- Funafuti
- Nanumea
- Nui
- Nukufetau
- Nukulaelae
- Vaitupu

Atoller som består af én ø:
- Nanumanga
- Niulakita
- Niutao

### Retsvæsen
Tuvalus højeste retsinstans er overretten, som ledes af en højesteretsjustitiarius. Denne hører appeller fra otte lokale øretter på hver af atollerne (undtagen Niulakita), som har begrænset civil- og strafferetslig kompetence. Overrettens afgørelser kan ankes indenfor for appelretten på Fiji og, i sidste instans, for den britiske dommerkomité i Det kongelige råd.

### Forsvars- og udenrigspolitik
Tuvalu har ikke eget forsvar; sikkerheden varetages af Australien. I 1994 donerede Australien patruljefartøjet HMTSS "Te Mataili", som varetager overvågning af Tuvalus økonomiske zone. Fartøjet benyttes også til redningstjeneste. Det drives af den maritime afdeling i Tuvalu Police Service med assistance fra Australiens flåde.
Landets internationale relationer er stærkest med de omkringliggende stillehavsnationer, specielt Fiji, New Zealand og Australien, og det er et aktivt medlem af Pacific Islands Forum. Landet er også medlem af Commonwealth of Nations, og blev medlem af FN i 2000. På grund af landets sårbarhed for klimaændringer deltager det i en række internationale miljøaftaler. Tuvalus eneste diplomatiske post er på Fiji, mens det eneste land som har ambassade på Tuvalu er Taiwan. Danmarks ambassade i Canberra dækker Tuvalu.

### Flag og symboler
Tuvalus nationalflag blev officielt antaget i 1978. Det er lyseblåt med ni gyldne stjerner, som repræsenterer hver af de ni atoller som landet består af. Placeringen af stjernerne modsvarer omtrent atollernes relative beliggenhed, med øst øverst i flaget, så at nord kommer øverst når flaget hænger fra en vandret stang. Øverst i hjørnet inde ved stangen er det britiske flag, som symboliserer landets fortid som britisk koloni. I perioden 1996–1997 havde landet et lyseblåt, rødt og hvidt nationalflag uden det britiske flag i hjørnet, som følge af en konflikt med Storbritannien. Tuvalus statsflag er som nationalflaget, men med nationalvåbnet under det britiske flag.
Nationalvåbnet er et blåt skjold med gylden skjoldrand. I skjoldet er der en maneapa (det traditionelle medborgerhus), som symboliserer lokalrådets myndighed, over blå og gyldne bølger, som repræsenterer folkets afhængighed af havet. Skjoldranden er dekoreret med otte bananblade og otte muslinger. Under skjoldet er der et tekstbånd med landets motto, Tuvalu mo te Atua ("Tuvalu for den almægtige"). Nationalvåbnet blev fastsat i 1976.
Landets nationalsang, "Tuvalu mo te Atua" ("Tuvalu for the Almighty" på engelsk), er skrevet af Afaese Manoa og blev officiel i 1978. Teksten findes både i en tuvaluansk og en engelsk version.

## Erhvervsliv
Tuvalu har næsten ingen naturressourcer, og nationens afsidesliggenhed vanskeliggør eksport. Indtægterne fra landets eksport, som hovedsagelig består af kopra og fisk, udgjorde kun 4 % af importværdien i 1994. Hovedindtægtskilden for landet er derfor udenlandsk bistand, både økonomisk og i form af teknisk assistance. Det modtager finansiel støtte fra New Zealand og Storbritannien. De største indtægter kommer fra Tuvalu Trust Fund, en fond etableret i 1987 med hjælp fra Australien, New Zealand og Storbritannien.
| Økonomiske nøgletal | Værdi         | År, kilde           |
| ------------------- | ------------- | ------------------- |
| BNP                 | 0,027 mrd US$ | 2009, UN Statistics |
| BNP (vækst)         | 2,0 %         | 2009, UN Statistics |
| Industriproduktion  | 0,2 %         | 2006, UN Statistics |
| Konsumpriser        | 2,0 %         | 2006, UN Statistics |
| Renter 3 mnd        |               |                     |
| Arbejdsløshed       |               |                     |
| Handelsbalance      | –0,03 mrd US$ | 2006, UN Statistics |
| Betalingsbalance    |               |                     |
| BNP pr. indb        | 2.749 US$     | 2009, UN Statistics |

Tuvalus bruttonationalprodukt (BNP), som var på 27–36 millioner USD (afhængig af kilde) i 2009, er blandt de laveste i verden. Landets BNP pr. indbygger, som i 2009 var anslået til 2.700–2.900 USD, er ikke så lavt sammenlignet med andre lande, men placerer alligevel Tuvalu på den nedre tredjedel af listen over verdens lande. I 2006 budgetterede staten med 21,54 millioner USD i indtægter og 23,05 millioner USD i udgifter, noget som modsvarede et underskud på 4,7 % af landets BNP.
Landets valuta er tuvaluansk dollar (TVD), som er ækvivalent med australsk dollar. Tuvalu har sine egne mønter, men der benyttes australske sedler.
Kun 3.615 af landets indbyggere var i lønnet arbejde i 2004. Over halvdelen af disse arbejdede i offentlig sektor. På grund af indføringen af et ansættelsesstop i denne sektor har det i 2000'erne været vanskeligt for indbyggerne at få sig job. Mange arbejder i udlandet, enten som sømænd eller kontraktansatte i New Zealand, og frem til årtusindskiftet arbejdede mange med fosfatudvinding på Nauru. Penge som sendes hjem fra tuvaluanere som arbejder i udlandet, udgør en betydelig indtægtskilde; i 2003 stod pengeoverførslerne fra tuvaluanske sømænd for 20 % af landets BNP.
Landets nationale topdomæne, .tv, har været eftertragtet, blandt andet fordi det er det samme som forkortelsen for television. I 2000 underskrev myndighederne en 12-årsaftale om udleje af domænet med selskabet Verisign til en værdi af 50 millioner USD. I 2010 kom 10 % af landets indtægter fra dette domæne.

### Primærerhverv
Fiskeri er Tuvalus vigtigste primærerhverv. Der blev tidligere eksporteret tunfisk, men i dag er fangsten først og fremmest beregnet på det lokale marked. Landets fiskerizone blev i 1983 udvidet til 1,3 millioner km². Tuvalu har også en vis indtægt fra salg af fiskerilicenser.
Jorden på Tuvalu er dårlig, og der er stadige oversvømmelser som øger saltniveauet i jorden, noget som gør at landbrugsproduktionen i landet er meget begrænset. Det som dyrkes er taro, brødfrugt, papaja, bananer, skruepalmefrugter og kokosnødder. Kopra (tørret kokoskød) eksporteres, mens de øvrige produkter er til eget forbrug. Der holdes svin, høns og geder på øerne.
Der er meget lidt industri på Tuvalu; den består kun af produktion af flettet håndværk, kopra og noget fiskeforædling.

### Infrastruktur
Funafuti Lufthavn er Tuvalus eneste flyplads. Air Pacific flyver til og fra Suva på Fiji to gange i ugen.
Landets eneste dybvandshavn er på Fongafale. Transport mellem de forskellige atoller og øer foregår med mindre skibe. Det er to statsejede skibe som knytter de forskellige atoller og øer sammen: "Manu Folau" og "Nivaga II". Disse går også tre–fire gange årligt til og fra Suva på Fiji.
Tuvalu har til sammen otte kilometer asfalteret vej. Der findes motorcykler og minibusser på atollerne.

### Turisme
Turisme udgør en vis indtægtskilde, men er begrænset på grund af landets vanskelige beliggenhed. Tuvalu blev besøgt af 1127 turister i 2007. De fleste var fra Fiji og andre oceanske lande, samt Japan. Det er et hotel i landet, Vaiaku Lagi Hotel på Funafuti, og der er også flere gæstehuse, restauranter og barer. Over halvdelen af turisterne i 2007 boede på Vaiaku Lagi Hotel.

## Samfund

### Traditionel samfundsstruktur
Det traditionelle samfundssystem har i stor grad overlevet på Tuvalu. Hver familie har sin egen opgave, eller polaga, de skal udføre for samfundet, som for eksempel at fiske, bygge hus, lave mad eller forsvare øen. Færdighederne videreføres fra far til søn og fra mor til datter. Det tuvaluanske samfund har traditionelt været organiseret omkring høvdinge, aliki, som udover at være religiøse og politiske ledere havde som opgave at tage vare på kulturen og mægle i tvister.
Høvdingerne bar specielle halskæder som symbol på sin status. De havde også reserveret plads i medborgerhuset og havde ret til hovedet på alle skildpadder som blev fanget. Søstrene og døtrene til alikierne fungerede som ledere og rollemodeller for kvinderne. Der udviklede sig imidlertid aldrig noget kastesystem. Høvdingerollen eksisterer stadig, men den er mindre vigtig end før. Den vigtigste bygning i hver landsby er maneapa, det traditionelle medborgerhus, som altid ligger i centrum. Den bruges både til at diskutere vigtige sager og til bryllupsceremonier og andre aktiviteter.

### Kalender
Tuvalu benytter den gregorianske kalender. Nationaldagen er 1. oktober, til minde om frigørelsen fra Storbritannien. Også 2. oktober er offentlig højtidsdag. Andre offentlige højtidsdage er nytårsdag, Commonwealth Day (anden mandag i marts), langfredag, påskeaften, påskedag, 2. påskedag, Te Aso eller Tala Lei (gospeldagen, mandagen efter anden søndag i maj), dronningens officielle fødselsdag (anden lørdag i juni), børnenes dag (første mandag i august), tronarvingens fødselsdag (anden mandag i november), juledag og 2. juledag. Derudover har de forskellige atoller sine egne, lokale helligdage.

### Uddannelse
Skolesystemet består af 8-årig børneskole og 2-årig videregående skole fra 6- til 15-årsalderen. Alle de ti skoleår er gratis og obligatoriske. Der findes grundskoler på alle atollerne, mens den eneste videregående skole, som ligger på Funafuti, er fælles for hele landet. De to eneste institutioner for højere uddannelse på Tuvalu er en underafdeling af University of the South Pacific, som den tuvaluanske regering er medejer af, og en maritim skole, begge på Funafuti. Anden højere uddannelse må tages i andre lande, som oftest Fiji, på stipendium.
Læsefærdigheden i landet er forholdsvis høj, med 92,4 % læsefærdige på landsbasis, og 98,8 % blandt ungdommen i alderen 15–25 år.

### Massemedier
Tuvalu har pressefrihed, men markedet er meget lille. Myndighederne driver radiokanalen Radio Tuvalu gennem Tuvalu Media Corporation. Den blev grundlagt i 1975 og har sendinger både på tuvaluansk og engelsk, og overfører fra britiske BBC udenfor sin egen sendetid. Landet har ingen egen fjernsynskanal, men mange tuvaluanere får udenlandske kanaler ind via parabolantenne. Der findes omkring 4.000 radioer og 800 fjernsynsapparater i landet.
Den eneste avis i landet er den statslige Tuvalu Echoes (Sikuleo o Tuvalu), som udkommer én gang i måneden i en engelsk og en tuvaluansk udgave. Den har et oplag på 260. Det religiøse tidsskrift Te Lama udkommer også af og til. De religiøse tidsskrifter Te Faleleoleo Maluga og Ala Mai! udkommer regelmæssigt på tuvaluansk og kan også læses online. 
Tuvalu havde cirka 4.300 internetbrugere, altså i underkanten af halvdelen af befolkningen, i juni 2010.

### Sundhed og levevilkår
Der publiceres ingen HDI for Tuvalu, men landet står på FN's liste over mindst udviklede lande, sammen med 48 andre.
Tuvaluanerne har en lav forventet levealder ved fødslen, på 63,0 år for mænd og 67,3 år for kvinder. Dette placerer landet på 168. pladsen af 221. Spædbørnsdødeligheden er imidlertid på 33 pr. 1000 levendefødte, noget som er forholdsvis lavt på verdensbasis. Sammenlignet med mange andre lande er sundhedsvæsnet på Tuvalu højt prioriteret: omkring 10 % af landets bruttonationalprodukt bruges på sundhed, og der er 5,56 sygehussenge pr. 1000 indbyggere. Udgifterne til patienter som må behandles i udlandet dækkes også af staten. Der findes ingen statistik over udbredelsen af HIV/AIDS i landet.

### Kønsroller
Der har været og er et skel mellem kønnene i forhold til arbejdsopgaver: Mændene udfører almindeligvis arbejde som fiskeri på åbent hav, høstning af kokosnødder og krævende landbrugsopgaver, mens kvinderne plejer at tage sig af fiskeri fra land, indhøstning, vævning, madlavning og børnepasning. I dagliglivet er kønnene forholdsvis ligestillede, men kvinderne er underrepræsenterede i politikken og i kirken.

## Kultur
Til trods for en høj grad af læsefærdighed har Tuvalu ikke stærke litterære traditioner. Afaese Manoa, som blandt andet har skrevet nationalsangen "Tuvalu mo te Atua" er den mest kendte tuvaluansksprogede forfatter. Der produceres heller ikke meget billedkunst på Tuvalu, ud over dekoration af tæpper, tøj og vifter. Vigtige håndværk er hus- og kanobygning.

### Musik og dans
De vigtigste kunstformer på Tuvalu er sang, dans og musik. Den mest populære sangtype kaldes faatele, og går ud på at siddende vokalister synger samme vers om og om igen, hurtigere og hurtigere, helt til de når et klimaks og pludselig stopper, mens dansere mimer sangteksten. Denne aktivitet kan både være en selvstændig begivenhed eller være en del af en anden fejring. Den kan også fungere som en konkurrence. De udelukkende verbale kunstformer består af oratoriske optrædener og er forbeholdt ældre mænd. Vestlig musik og dans, som popmusik, er også udbredt i landet.
Tidligere var dansen fakanau meget populær, men den blev modarbejdet af missionærerne på grund af det de mente var seksuelle bevægelser, og praktiseres ikke længere. Den blev udført både som underholdning og for at hædre en høvding eller andre personer som havde udmærket sig med specielle færdigheder. En dans som siges at være lige gammel, fakaneanea, praktiseres stadig af nogle ældre, og udføres af to personer som danser til en rolig rytme. Den har ingen koreografi, og danserne står frit til at udtrykke sangteksten gennem sine bevægelser. En traditionel sanggenre som ikke længere praktiseres er kopu, som var ment for at mindes det gode arbejde til en afdød. Den mindede om fakaseasea, men var akkompagneret af gråd. Det var vigtigt at udføre den godt for at den døde skulle blive taget godt imod af guderne, hvis ikke kunne det føre til endnu mere ulykke for den afdøde og dens familie.

### Mad og drikke
De mest almindelige ingredienser i tuvaluanske madretter er alt godt fra havet, kylling, æg, ris, frugt, rodfrugter (særligt taro) og grøntsager. Fisk og kylling er de vigtigste proteinkilder.
Pulaka, en type taro, koges, steges eller bruges til budding. Brødfrugt bages, koges med kokosfløde eller steges i olie. Man steger også bananer. Svinekød serveres ved specielle anledninger, og det samme gør sød kartoffel. Andre traditionelle madretter er laulu eller lolo (taroblad i kokosfløde) og palusami (laulu, løg og fisk, almindeligvis serveret i et foldet palmeblad).
Af drikke findes der blandt andet kaffe, te, pi (kokosmælk), kaleve (sød kokostoddy) og kao (fermenteret kaleve).

### Sport
Den mest populære sport på Tuvalu er fodbold, til trods for at rugby union er dominerende i de omkringliggende østater. Den nationale fodboldliga, Premier League, består af ni klubber, og sæsonen varer fra februar til oktober. Tuvalus rugbylandshold blev startet op så sent som i 2007. En traditionel sport er kilikiti, en variant af cricket. Der praktiseres også en række andre sportsgrene i landet. Landet har et idrætsanlæg, Tuvalu Sports Ground, som ligger i Vaiaku. Der afholdes et stort sportsarrangement på nationaldagen 1. oktober.
Tuvalu blev medlem af IOC i 2007 og deltog ved de olympiske sommerlege for første gang i 2008 i Beijing, hvor de havde tre udøvere med, to mænd og én kvinde, som deltog i vægtløftning og atletik. Landets første deltagelse i Commonwealth Games var i 1998, og det har deltaget i alle legene siden. Tuvalu deltager også i Stillehavslegene. Tuvalus fodboldlandshold er associeret medlem af OFC, og deltager i OFC Nations Cup. Fodboldforbundet søger også om medlemskab i FIFA.